# Phil Jaques
Philip Anthony "Phil" Jaques (ur. 3 maja 1979 w Wollongong), australijski krykiecista, leworęczny odbijający, reprezentant Australii od 2005, grał także w drużynach ligowych Nowej Południowej Walii, Northamptonshire, Yorkshire i Worcestershire. Żonaty, jego żona Danielle Small gra w reprezentacji Australii kobiet w piłce nożnej.